# Tridecano-1,5-lacton
Tridecano-1,5-lacton (auch Tridecan-1,5-olid oder δ-Tridecanolacton) ist eine organische Verbindung aus der Gruppe der Lactone.

## Herstellung
Tridecano-1,5-lacton durch Cyclisierung von 5-Oxotridecanal mit Samarium(II)-iodid und 2-Propanthiol hergestellt werden. Die reinen Enantiomere können ausgehend vom N-Methylamid der racemischen 5-Hydroxytridecansäure hergestellt werden, wobei die Hydroxygruppe acetyliert ist. Zunächst erfolgt eine kinetische Resolution mit einer Lipase von Candida antarctica, bei der ein Enantiomer selektiv wieder zur Hydroxyverbindung hydrolysiert wird. Dadurch können die beiden Enantiomere getrennt und separat weiter umgesetzt werden. Dazu werden zunächst mit Natriumhydroxid in Methanol die Schutzgruppen entfernt und dann die Säure mit Schwefelsäure und Methanol In den Methylester überführt. Durch Umesterung / Lactonisierung mit para-Toluolsulfonsäure und einem Molsieb in Toluol wird das Lacton erhalten. Reaktion von Cyclopentanon mit einem Aldehyd im Basischen ergibt ein 2-Alkylidencyclopentanon. Durch Hydrierung an Palladium und Baeyer-Villiger-Oxidation werden δ-Lactone erhalten. Durch Reaktion mit Octanal wird so Tridecano-1,5-lacton erhalten.

## Verwendung
Tridecano-1,5-lacton ist in der EU unter der FL-Nummer 10.058 als Aromastoff für Lebensmittel zugelassen.